# 小十二面半十二面體
小十二面半十二面體是一種擬正半多面體，外觀看起來像有深及幾何中心的三角形坑洞的截半十二面體:143，最早在1881年由亞伯特·巴杜羅（Albert Badoureau）發現並描述。

## 性質
小十二面半十二面體由18個面、60條邊和30個頂點組成，每個頂點都是2個十邊形和2個五邊形的公共頂點，並且十邊形和五邊形依照著十邊形、五邊形、十邊形、五邊形的順序沿著交叉四邊形分布，在頂點布局中可以用{10, 5/4, 10, 5}來表示。小十二面半十二面體可以視為基於半多面體的一種刻面結果，其對應的原像為截半二十面體，更精確地說，小十二面半十二面體的邊和頂點的排列方式皆與截半二十面體相同，差別僅在組成的面之種類不同：小十二面半十二面體由五邊形和十邊形構成；而截半二十面體由五邊形和三角形構成。

### 構成
小十二面半十二面體向內凹陷部分之結構與小二十面半十二面體相同，並且可透過移除小二十面半十二面體的三角形面並補上五邊形面來構造。:143此外若作為一個簡單多面體，則這個立體可以視為由12個五邊形和20個向內凹陷的三角錐側面所組成:143，也可以視為由12個五角錐拼湊成的立體。

### 二面角
小十二面半十二面體只有一種二面角，為五邊形和十邊形的二面角
，其值為五平方根倒數的反餘弦值：
{\displaystyle \cos ^{-1}{\frac {\sqrt {5}}{5}}\approx 1.10714872\approx 63.4349488^{\circ }}

### 頂點座標
小十二面半十二面體的頂點座標與截半二十面体相同，差別僅在於頂點間相連方式的不同，因此若小十二面半十二面體幾何中心位於原點，且邊長為單位長則其頂點座標為：
{\displaystyle \left(0\,,0\,,\pm \varphi \right)}
(±1/2, ±φ/2, ±1 + φ/2)
其中φ是黃金比例，值為{\displaystyle {\frac {1+{\sqrt {5}}}{2}}}。

## 相關多面體
小十二面半十二面體之邊的排列方式與截半二十面體及小二十面半十二面體相同。小十二面半十二面體中，五邊形的排列方式與截半二十面體相同；十邊形的排列方式與小二十面半十二面體相同。這三個立體的邊完全共用，面則部分共用。

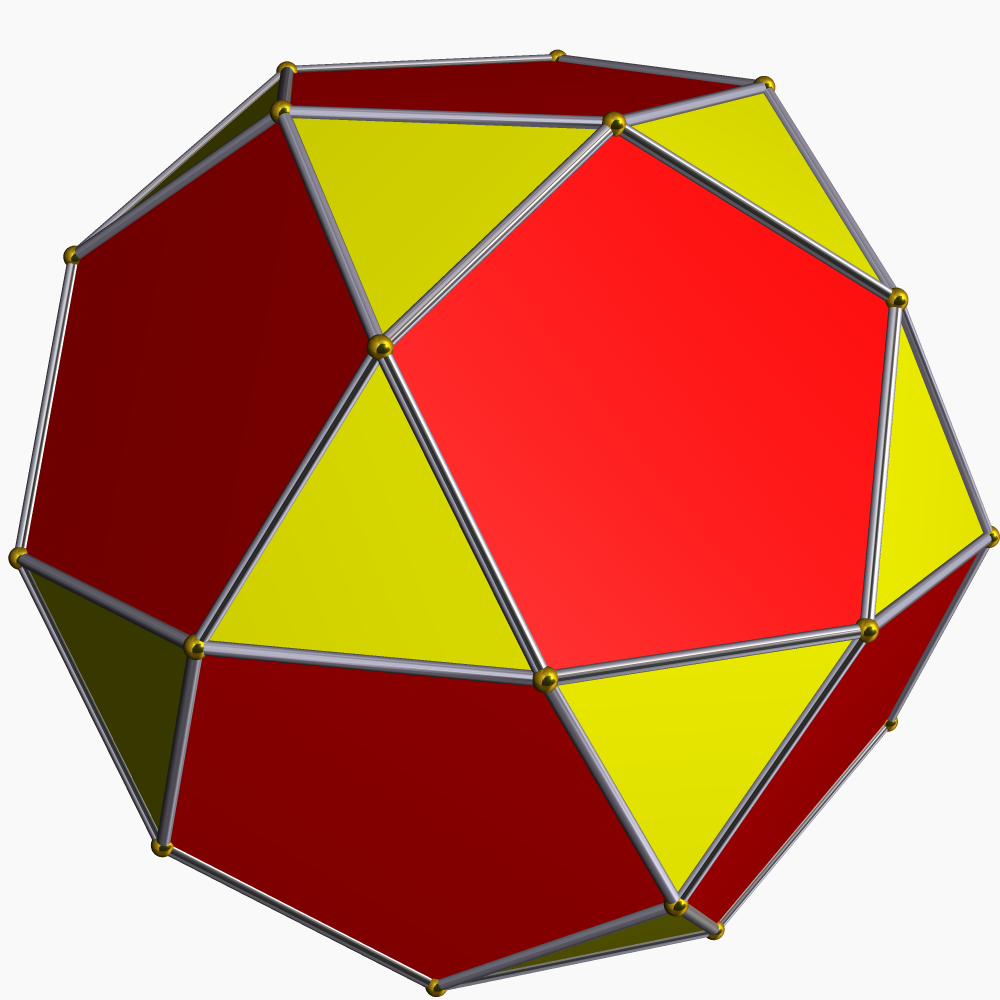
截半二十面體
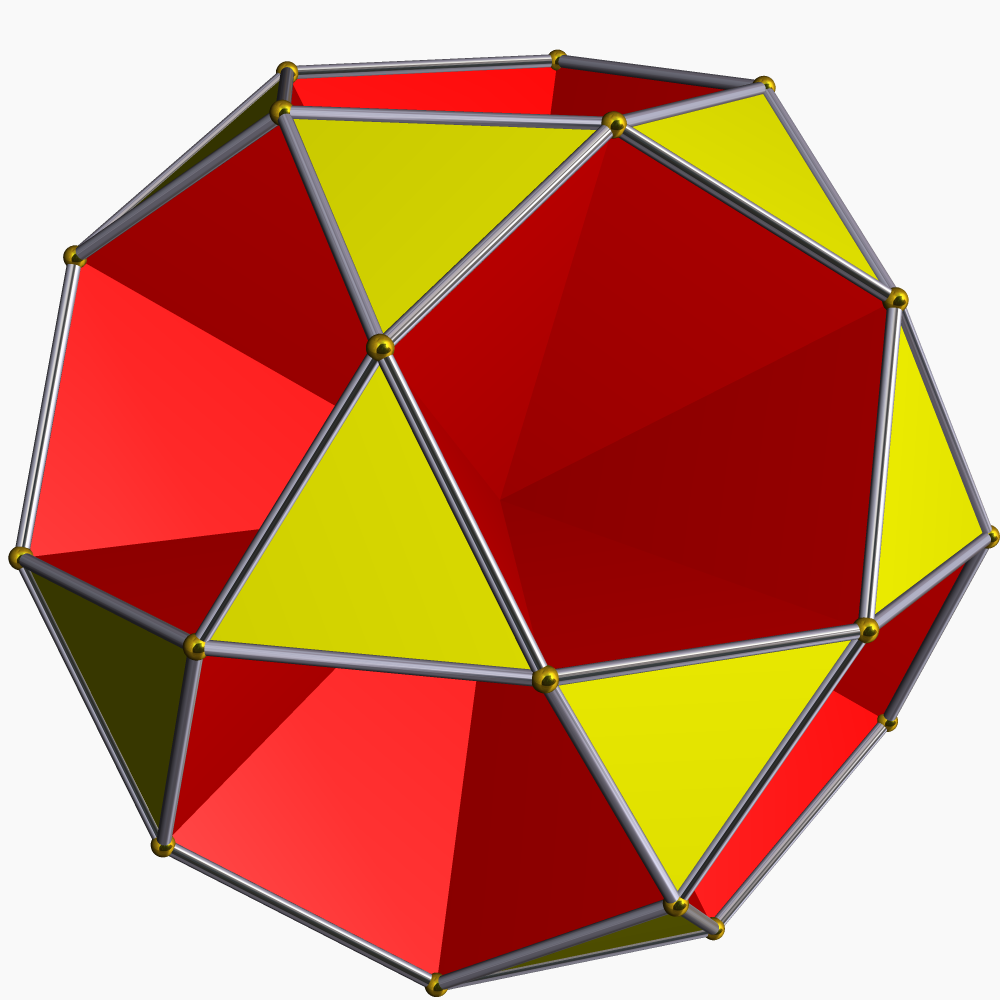
小二十面半十二面體
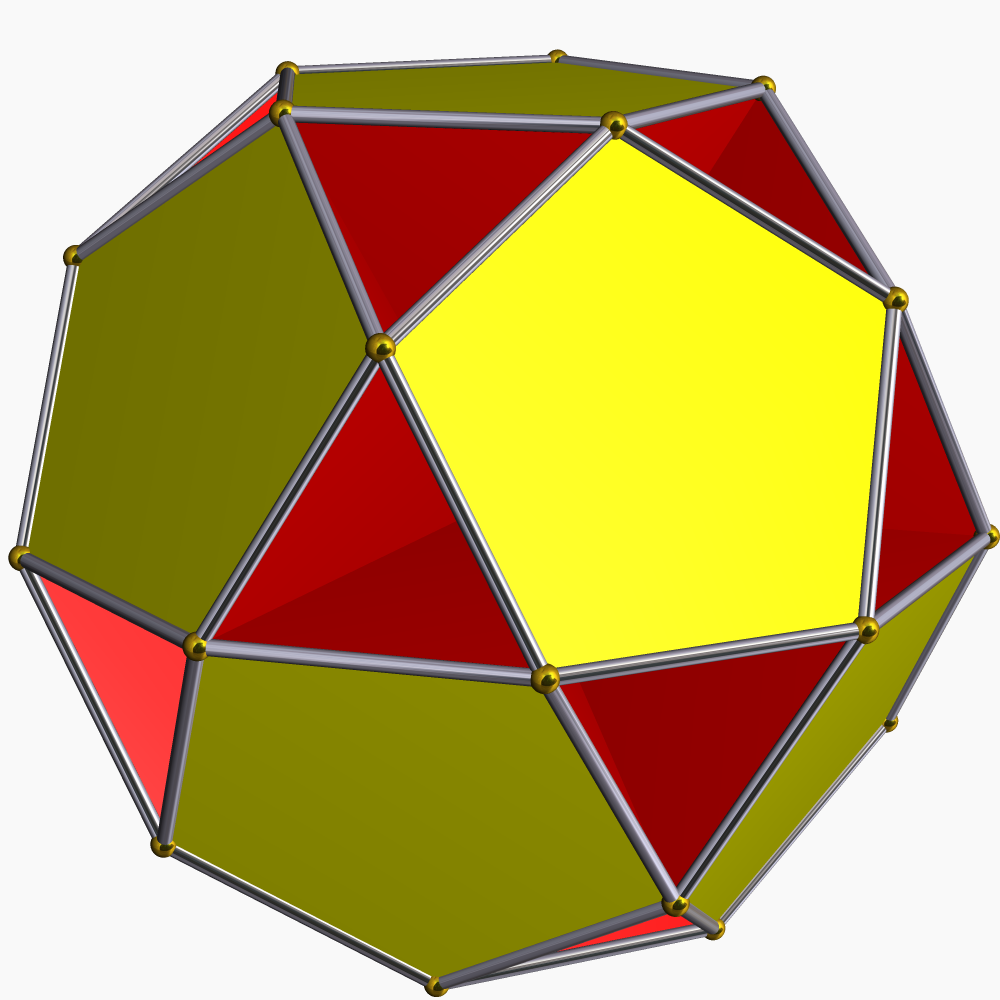
小十二面半十二面體

## 外部連結
- . geogebra.org.   [2021-09-06]. （原始内容存档于2021-09-06）.